# Drosophila kulouriensis
Drosophila kulouriensis är en tvåvingeart som beskrevs av Fartyal och Singh 2008. Drosophila kulouriensis ingår i släktet Drosophila och familjen daggflugor.
Artens utbredningsområde är indiska Himalaya.